# Hosjöholmen
Hosjöholmen är en ytterdel av stadsdelen Hosjö i Falun. Det är en yttersta liten tätortsutpost längs länsväg W 854. I området ligger ändhållplatsen för stadsbusslinjen 11. Hosjöholmen ligger vid Sundbornsåns utlopp i Hosjön, i vilket en kanotslalombana finns. Bebyggelsen utgörs av lantligt präglade villor.

## Galleri

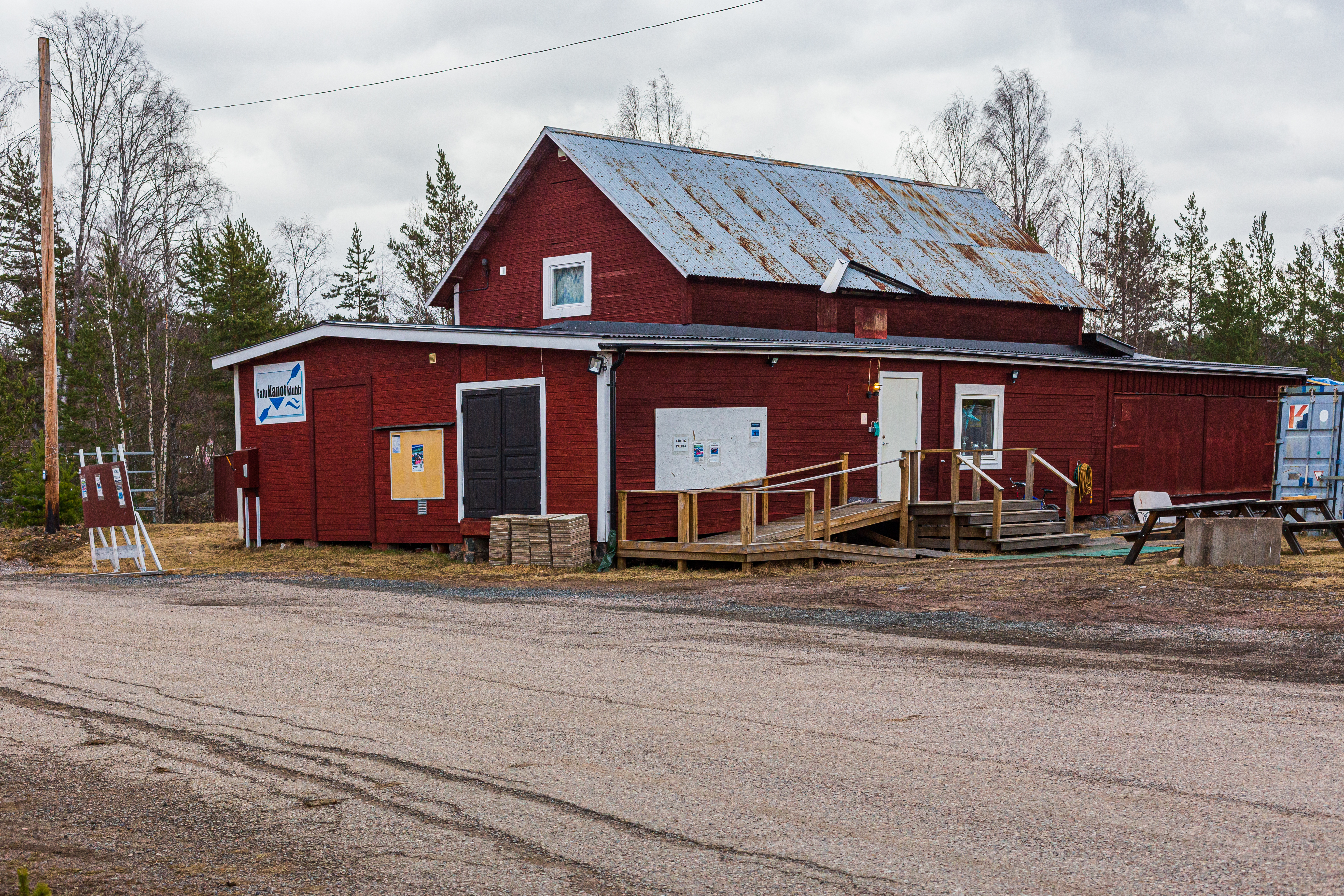
Falu Kanotklubbs klubbstuga
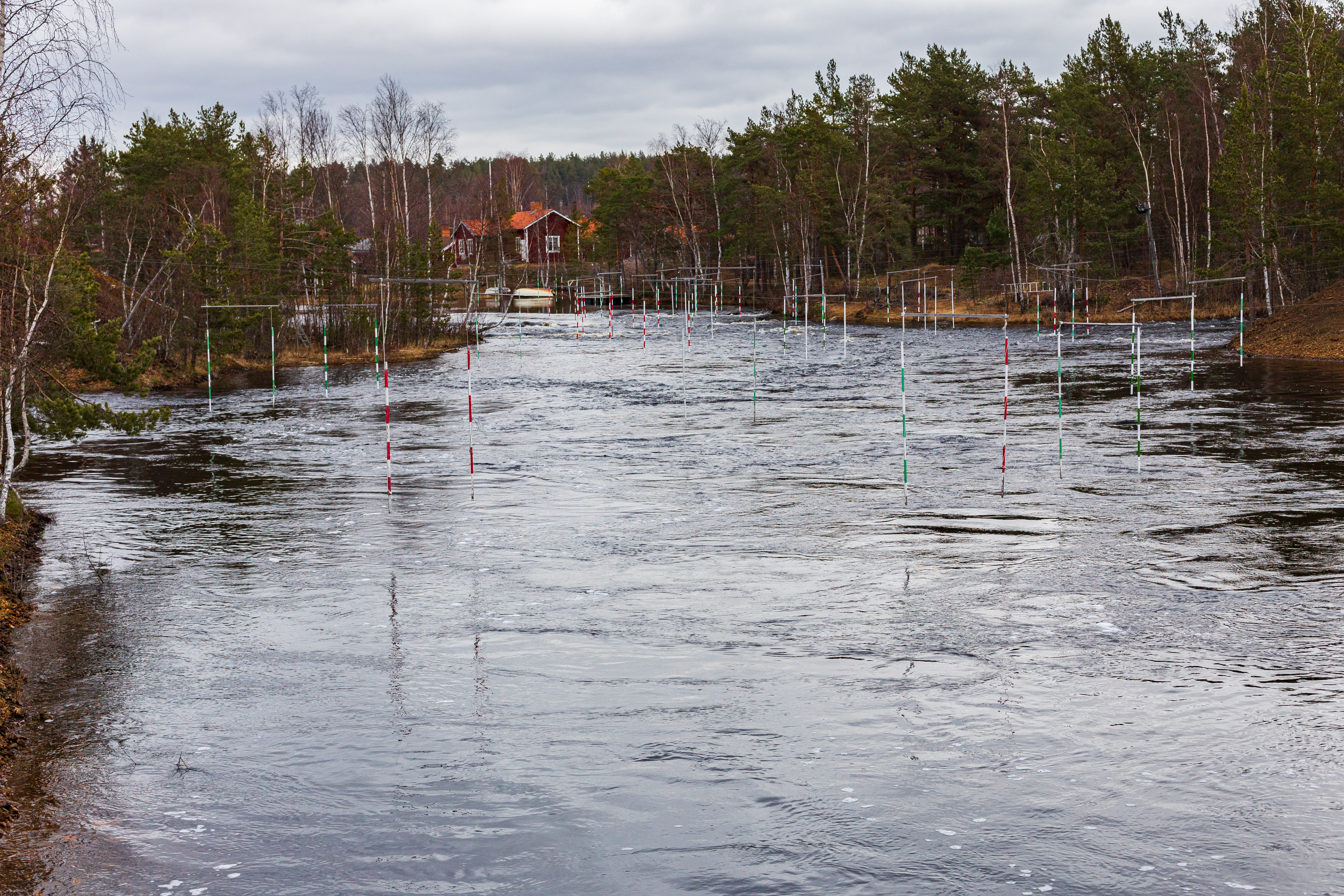
Kanotslalombanan i Sundbornsån
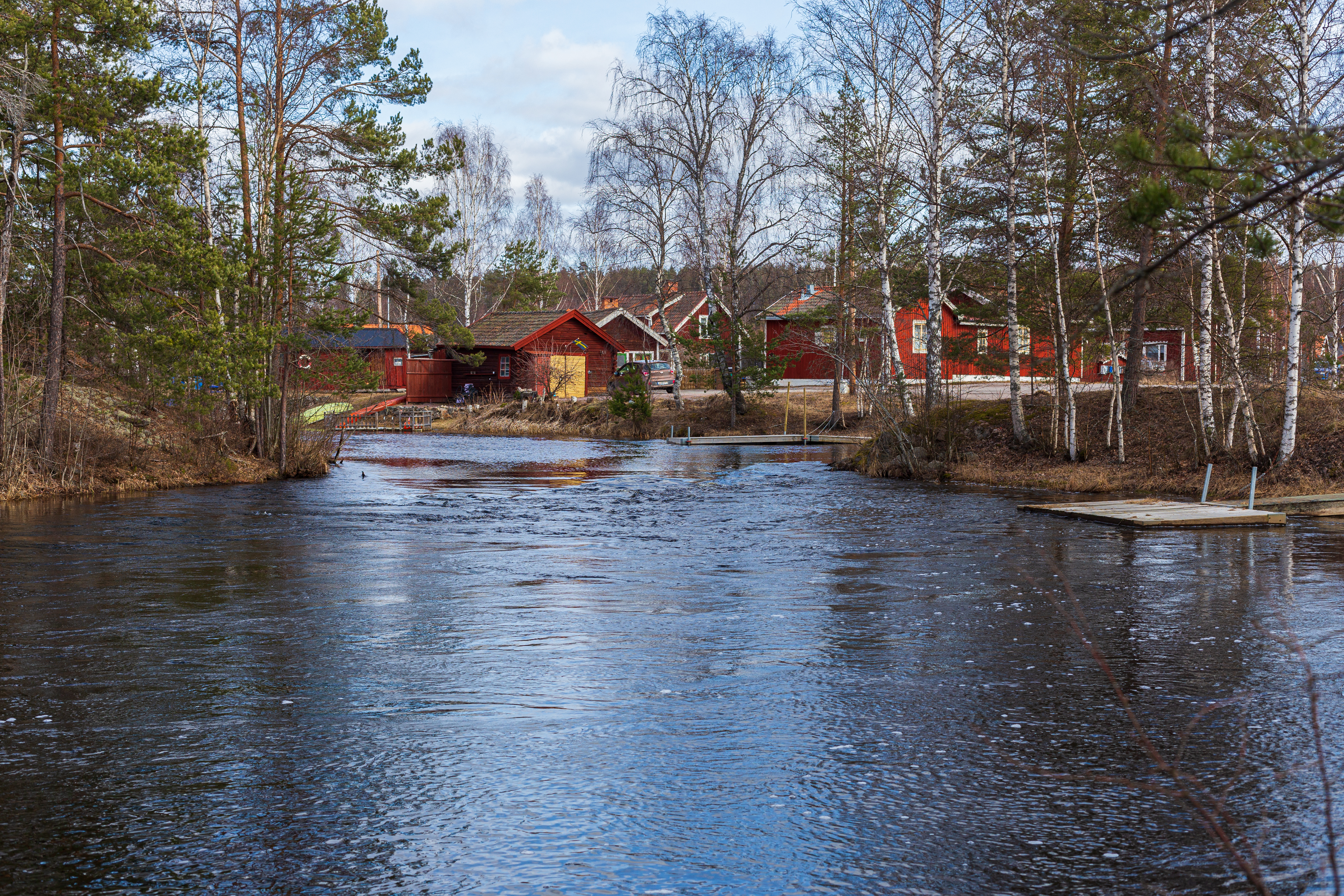
Bebyggelse utmed Sundbornsån